# رانا میتر
رانا میتر (انگلیسی: Rana Mitter؛ زادهٔ ۱۱ اوت ۱۹۶۹) مورخ، و استاد دانشگاه اهل بریتانیا است.
وی همچنین برندهٔ جوایزی همچون عضو آکادمی بریتانیا و افسر نشان امپراتوری بریتانیا شده‌است.